# Morada Nova (kommun)
Morada Nova är en kommun i Brasilien.   Den ligger i delstaten Ceará, i den östra delen av landet, 1 600 km nordost om huvudstaden Brasília. Antalet invånare är 62 086.
Följande samhällen finns i Morada Nova:
- Morada Nova

Omgivningarna runt Morada Nova är huvudsakligen savann. Runt Morada Nova är det glesbefolkat, med 13 invånare per kvadratkilometer.